# Godefroid Coart
Pour les articles homonymes, voir Coart.

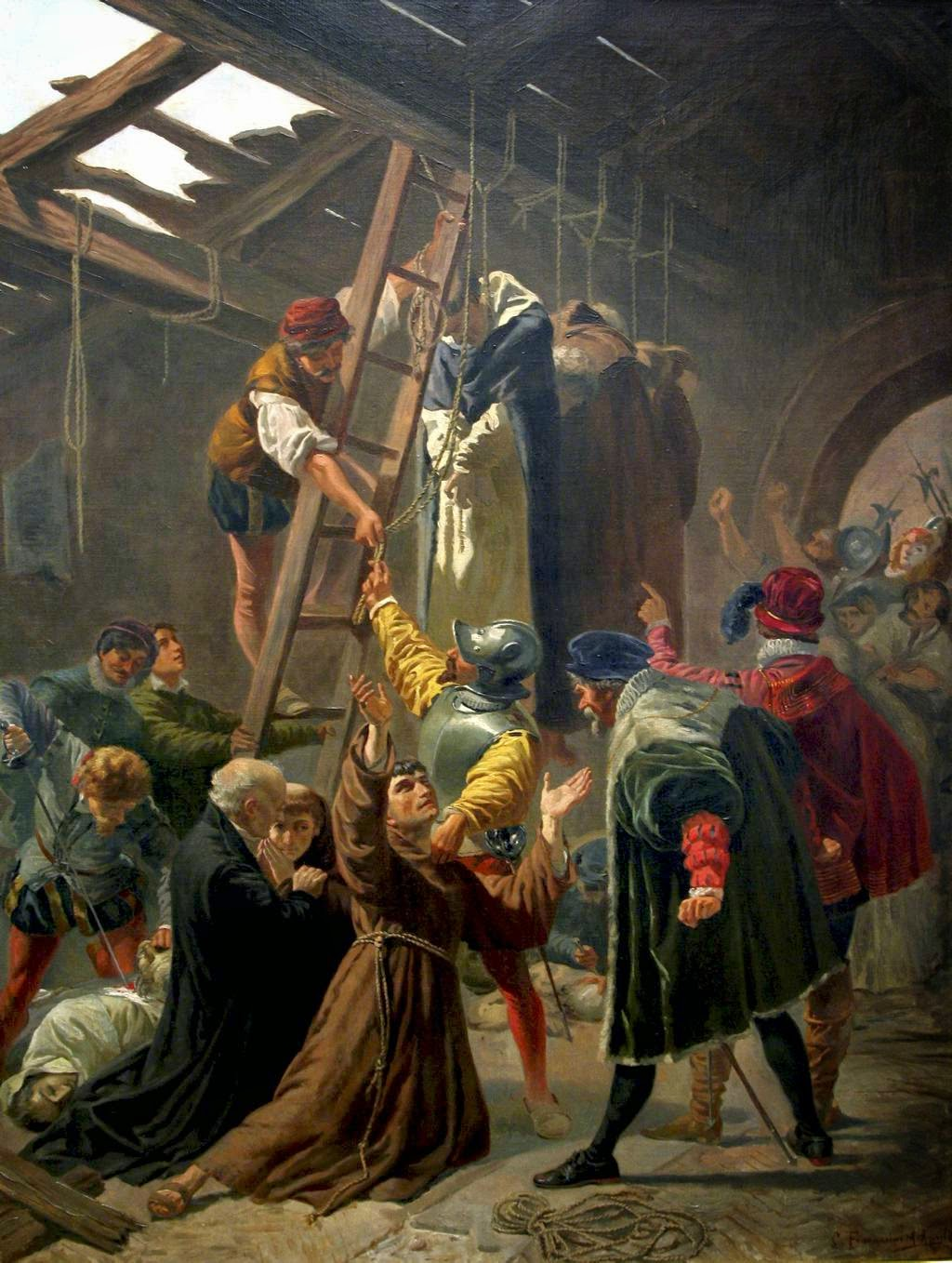
Représentation de la pendaison, dans la grange de Te Rugge, des Martyrs de Gorcum en 1572 Peinture de Cesare Fracassini (1838-1868) exposée au Vatican.

 Godefroid Coart (Melveren, 1512 - Gorcum, 9 juillet 1572) est un prêtre franciscain observant, mort martyr et reconnu saint par l'Église catholique.

## Martyre
Godefroid Coart, appelé également Godefridus Mervellanus, Godefroid Mervellan ou Godfried van Mervel, est mis à mort à Brielle, avec dix-huit de ses confrères, le 9 juillet 1572 par les Gueux de Mer, sous les ordres de Guillaume de la Marck ; il fut béatifié le 14 novembre 1675 à Rome par le pape Clément X et canonisé le 29 juin 1865 (à Rome) par Pie IX.
Le souvenir de Godefroid Coart, qui appartenait à une famille de cultivateurs du lieu, est resté vivace à Melveren, et sa parenté est loin d’y être éteinte.
Les dix-neuf martyrs de Gorcum appartiennent au martyrologe des Pays-Bas pendant les guerres de religion. Le récit de leur martyre a été écrit par un théologien de grand mérite, Guillaume Estius, dont l'ouvrage Historiae martyrum Gorcomiensium demeure la principale et à peu près l'unique source historique des événements qui s'accomplirent à Gorcum et à Brielle en 1572, et cette source, écrit Monseigneur de Ram, recteur de l'Université de Louvain, présente des garanties exceptionnelles d'authenticité.

Dans cet ouvrage il est aussi écrit que : 
«  Le P. Godefroid, né à Mervel, village près de Saint-Trond, avait, en qualité de sacristain, la surveillance des choses sacrées. Il n'en possédait pas moins de talent, et rendit surtout de grands services dans le tribunal de la pénitence. Il consacrait ses loisirs à imprimer et à colorier des images en l'honneur de Jésus-Christ et des Saints, qu'il distribuait pour rien, jusqu'à ce que par le martyre il participa à la béatitude des Saints.  »

## Lieux avec représentation des martyrs de Gorcum
Cette liste n'est pas exhaustive.
- Église Saint-Nicolas (Bruxelles)
- Église des Clarisses à Tongres
- Église Saint-Joseph - Begijnhof (nl) (Haarlem)
- Église Maria van Jesse à Delft.

## Galerie

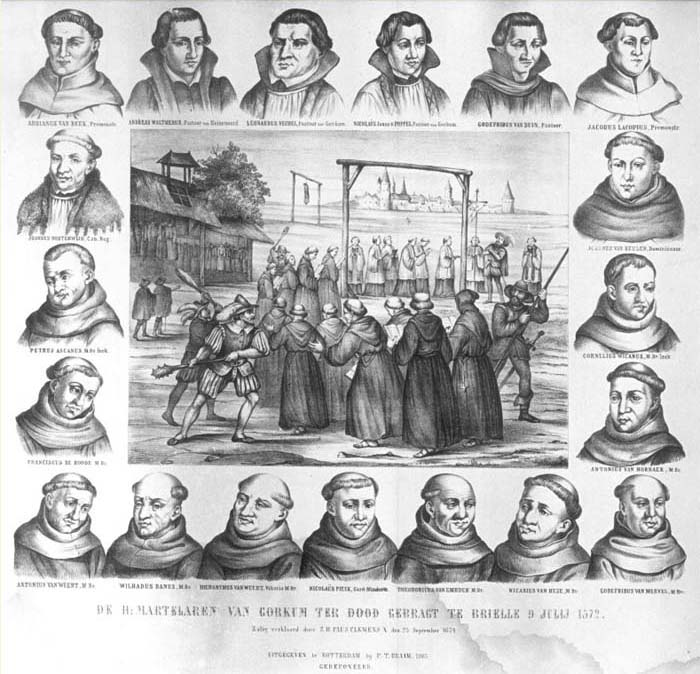
Les 19 Martyrs de Gorcum qui subiront une multitude de sévices et de mutilations avant d'être pendus le 9 juillet 1572 à une heure de la nuit. Godefroid est en bas à droite sur l'image.
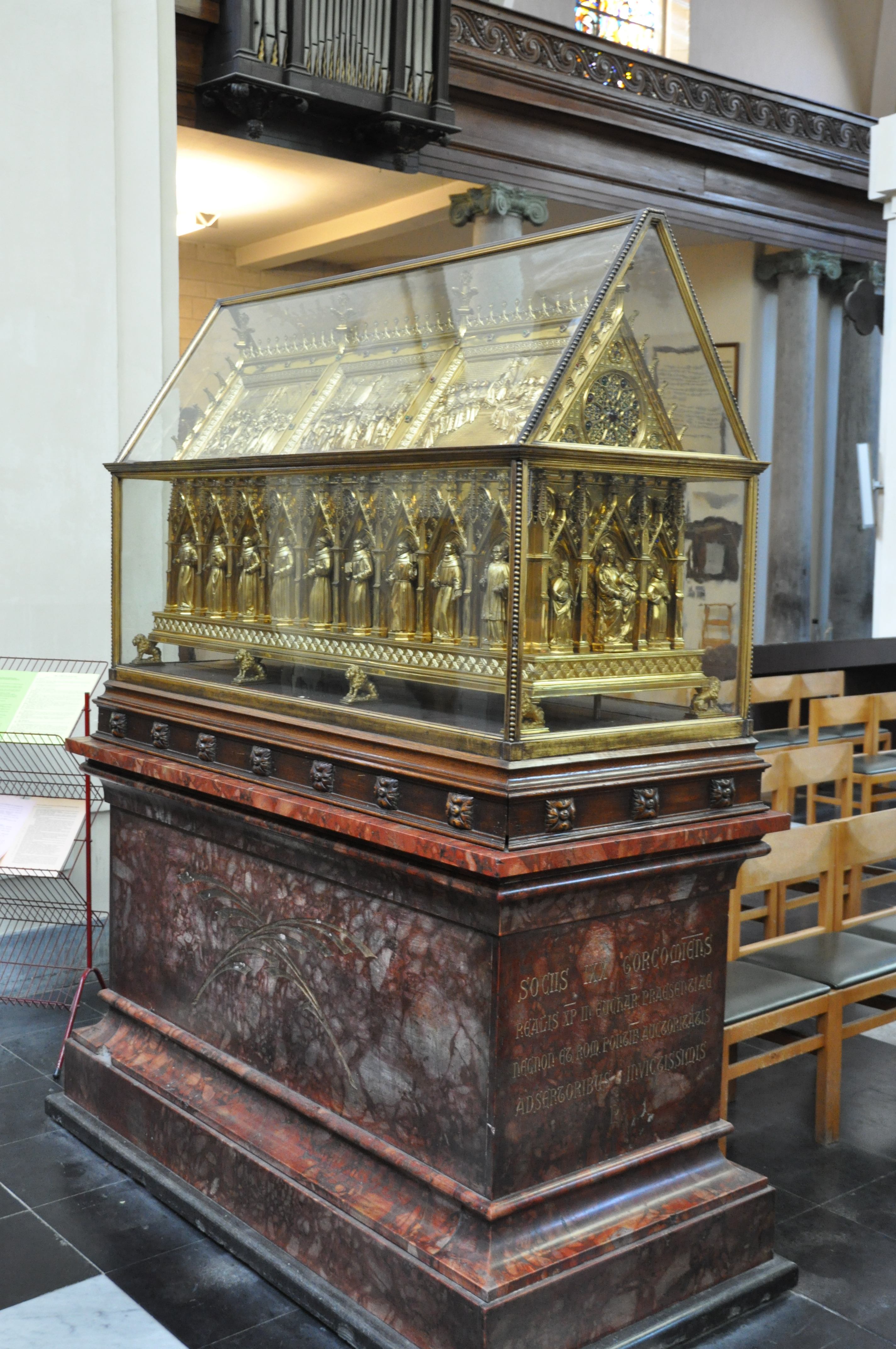
Une magnifique châsse contenant des reliques des martyrs de Gorcum se trouve en l'église Saint-Nicolas près de la Grand Place à Bruxelles[6]. Godefroid est le troisième en partant de la gauche.
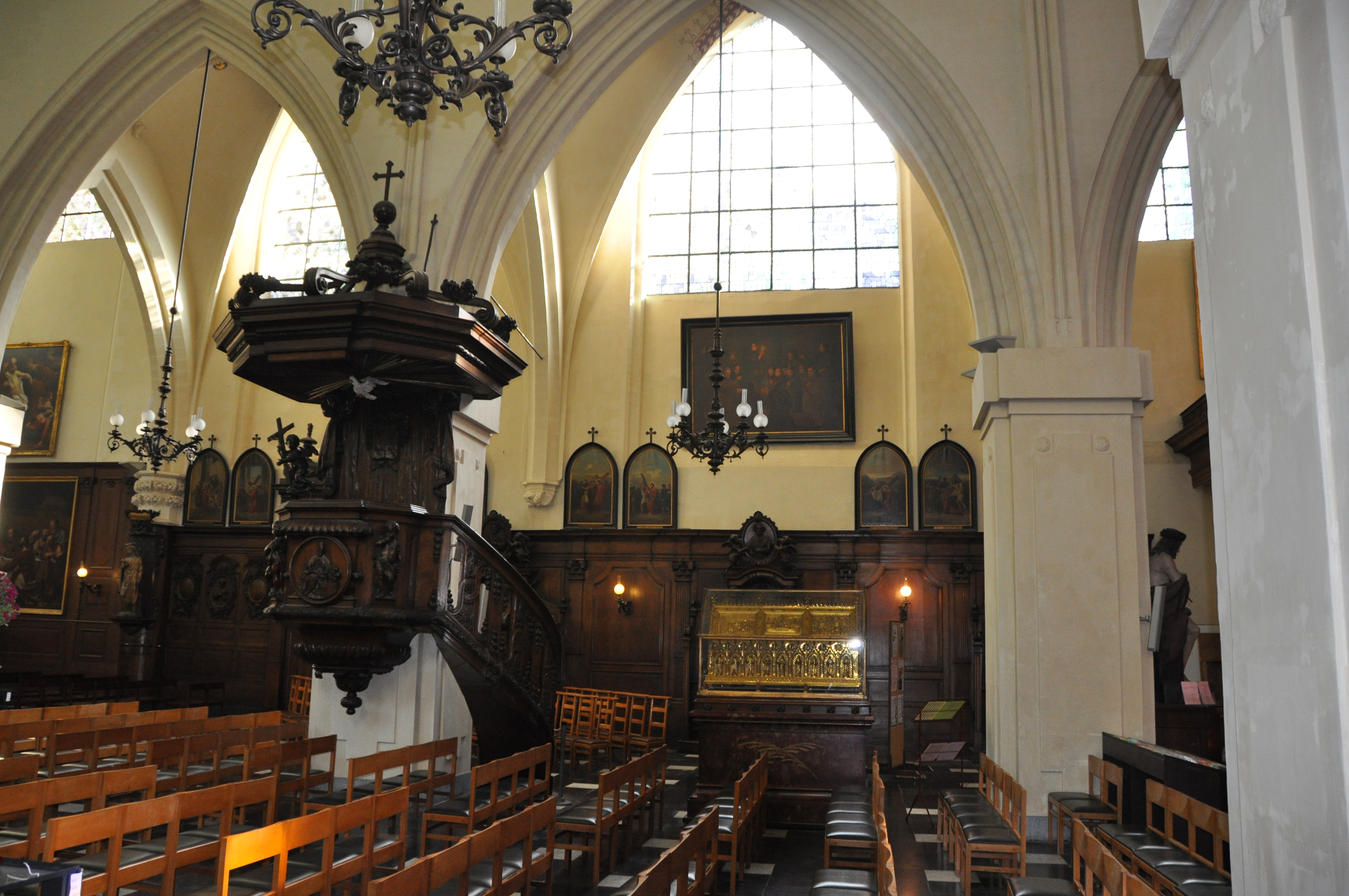
Au centre, tableau représentant la dernière communion des martyrs de Gorcum. Cette œuvre de  Stallaert est exposée en face de la châsse. Le personnage central est probablement Nicolas van Poppel.
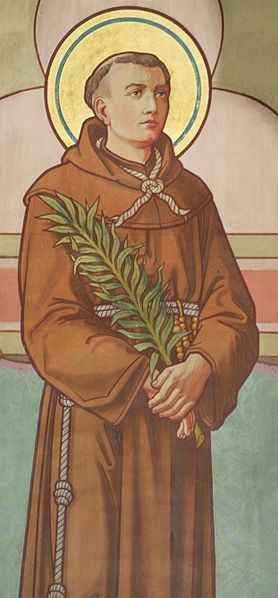
Peinture de Godefroid Coart en l'église Maria van Jesse à Delft.